# Église Saint-Jacques-le-Majeur de Guerting
Pour les articles homonymes, voir Église Saint-Jacques-le-Majeur.
L’église Saint-Jacques-le-Majeur se situe dans la commune française de Guerting, au cœur de la région naturelle franco-allemande du Warndt. Érigée en haut d'un promontoire rocheux, sur une terrasse soutenue par un mur, elle domine le village.

## Histoire

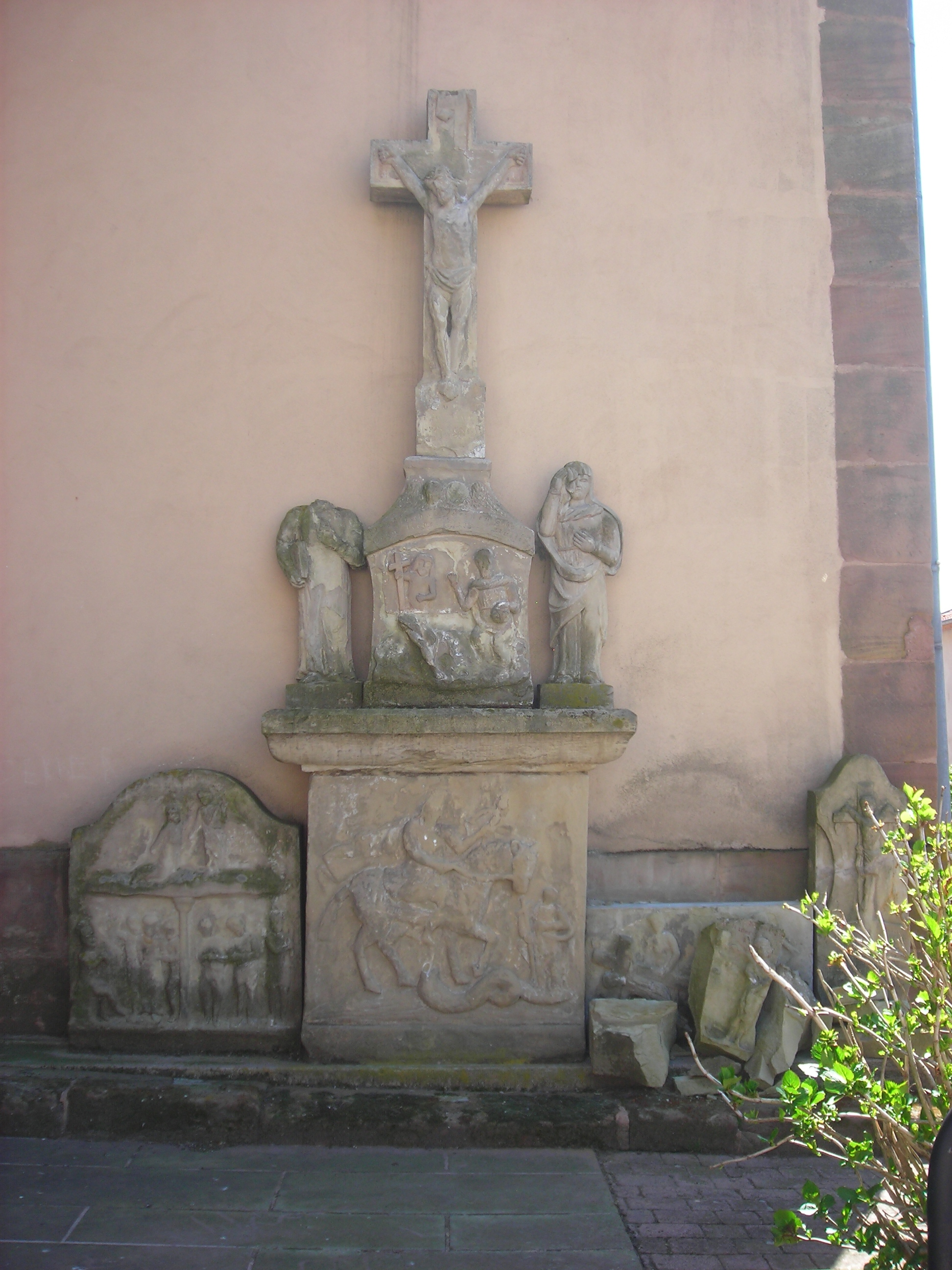
Le monument de la Passion, adossé à la façade

Peu de vestiges permettent de connaître les moyens de vie avant la guerre de Trente Ans dans le village. Une chapelle détruite pendant cette guerre était située au lieu et place de l'actuel chœur de l'église, dédiée à saint Jacques le Majeur. Il est probable que le monument de la Passion, de nos jours adossé au côté droit du clocher, était érigé contre cette chapelle.
L'église paroissiale, construite en 1842-1843, remplace la chapelle vétuste et trop petite pour le besoin du village.

### Cimetière

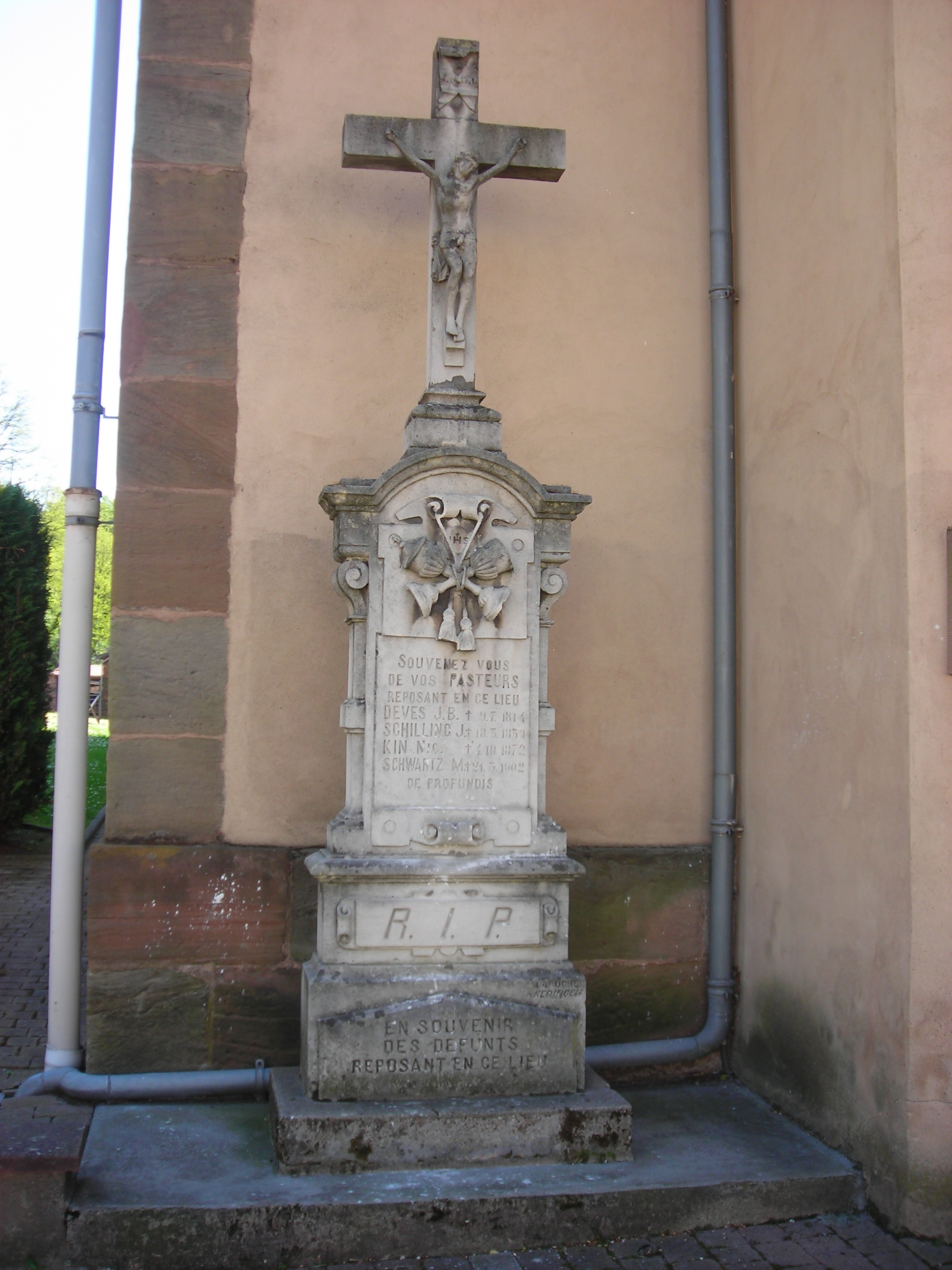
Le calvaire élevé à la mémoire des défunts curés

Situé initialement autour de l'église, le cimetière est saturé de tombes à la fin du XIXe siècle. Pour laisser une trace, un calvaire est érigé à gauche du clocher pour les défunts curés, enterrés dans ce cimetière. La commune entreprend la construction de l'actuel en 1902, à la sortie du village. Il est par ailleurs agrandi en 1950. Une réplique de la grotte de Lourdes est érigée en 1977 par la paroisse, à gauche du cimetière.

### Maison d'œuvres

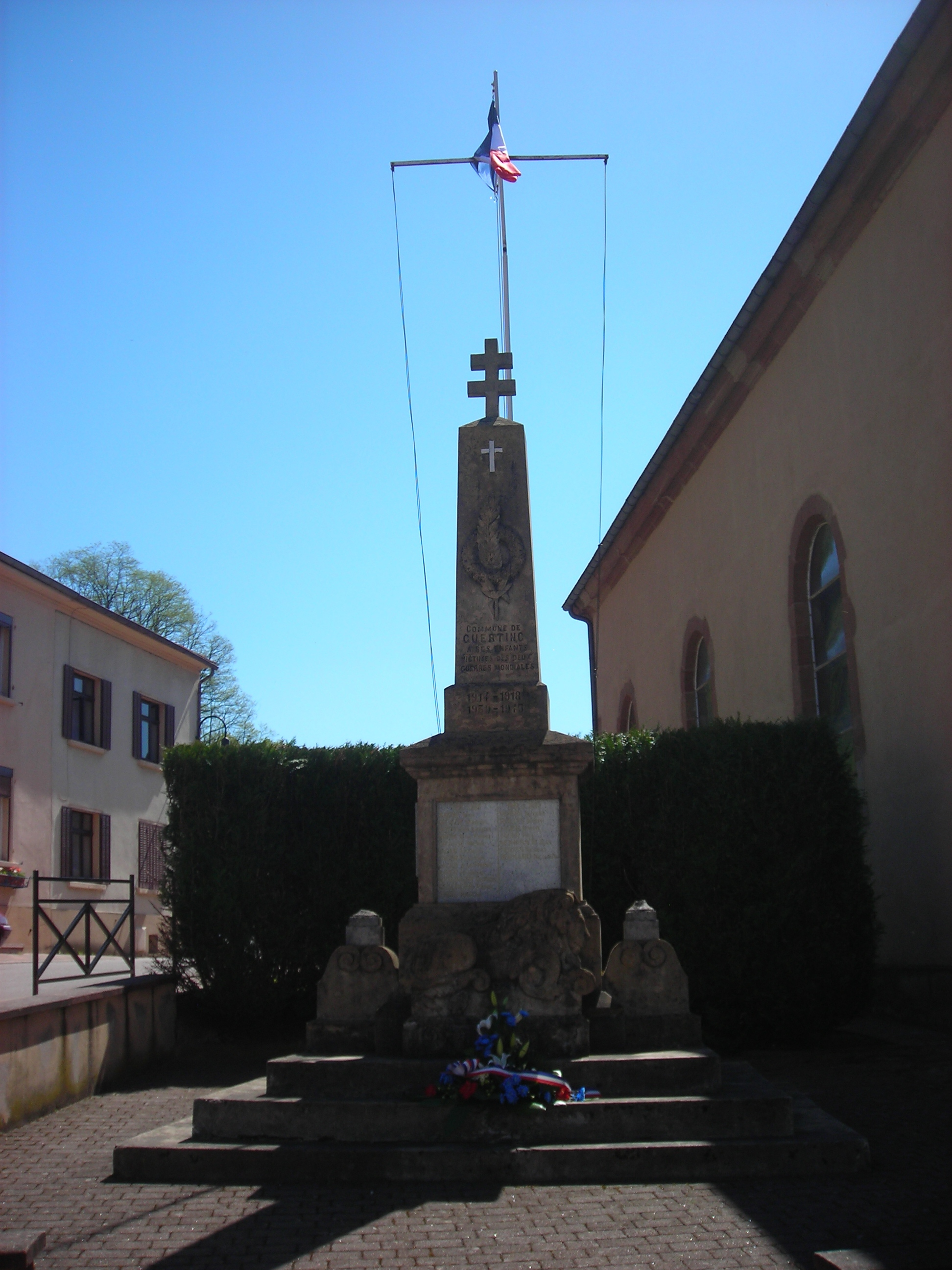
Le monument aux morts, à gauche du clocher

Par souci d'occuper ses paroissiens le dimanche, le bouillant abbé Joseph Müller fait construire en 1939 par des bénévoles très motivés, la plus grande maison d'œuvres du canton de Boulay. Son successeur, l'abbé Joseph Pennerath, peu enclin à ce genre de culture, fait cesser son activité en 1953. Le bâtiment à l'abandon est détruit en 1995 par la commune et deviendra une place de stationnement dans la rue de l'église.
Au début du XXe siècle, il est bon de se regrouper pour s'entraider. Les animations sont donc essentiellement religieuses jusqu'à l'arrivée de l'abbé Willwohl en 1928. La pastorale Saint-Jacques continue de proposer diverses activités aux enfants de la paroisse et notamment la confection des célèbres bonbons à la cerise noire du village, emblème de la localité.

### La télédistribution

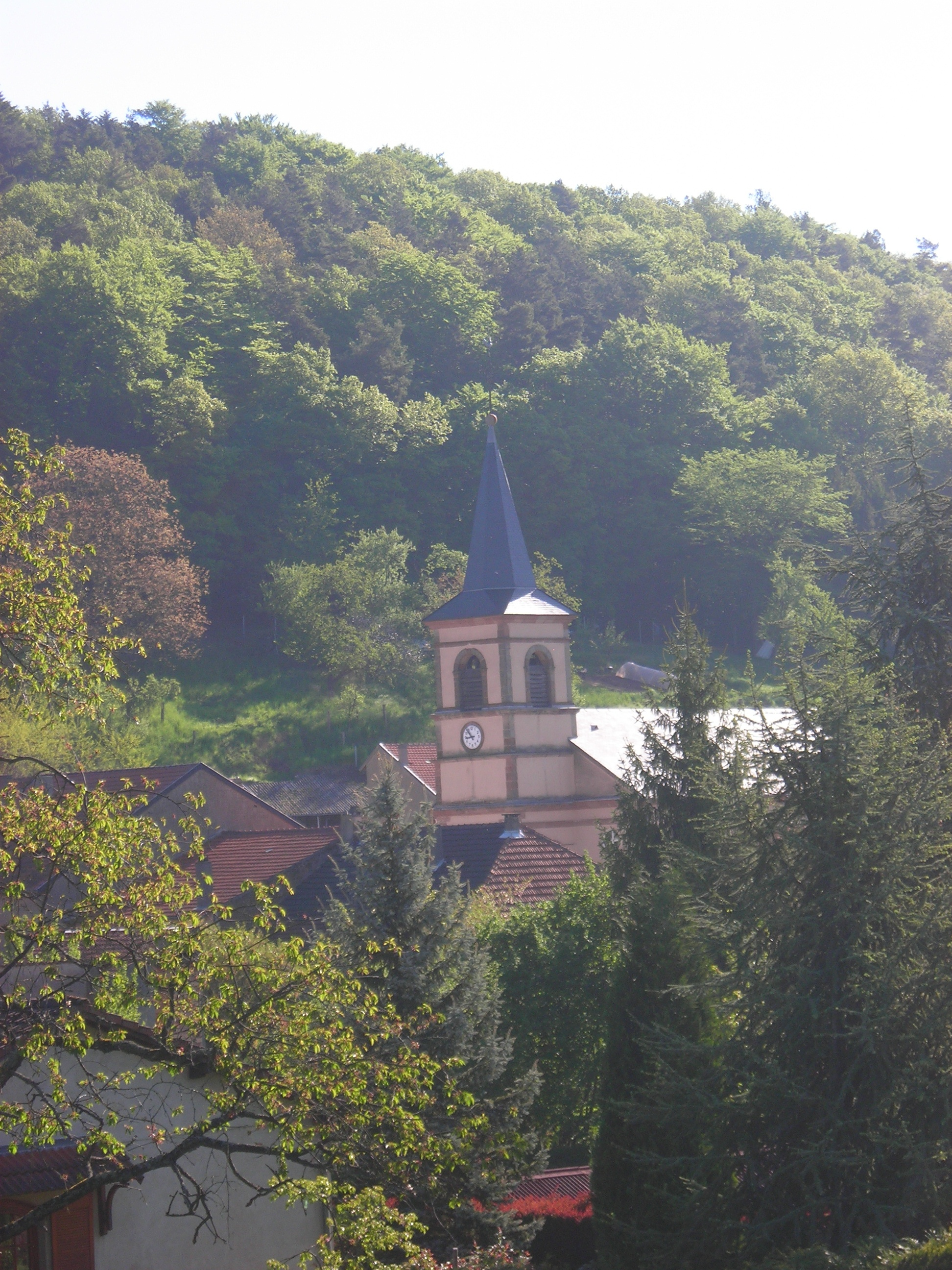
Le clocher de l'église vu depuis l'école

En 1963, Guerting a été le premier village câblé de France. En 1983, le Centre d'animation socio-culturel a conçu, financé et animé la première télé locale française nommée TVG (Télé Vidéo Guerting). Le village est le seul en France à diffuser sur le réseau câblé toutes les célébrations en direct depuis l'église, et d'avoir retransmis deux messes consécutives par France 2 et la production Le Jour du Seigneur, les 31 octobre et 1er novembre 1993.

## Personnalités liées à la paroisse
- Jean Lemoine : nommé curé de Falck et Guerting le 20 novembre 1702, il est inhumé le 12 février 1743 dans la chapelle du village nouvellement construite. Il demeurait dans la maison curiale qui est le renfoncement des maisons actuelles 36, 37 et 38 rue Principale. Il comble de bienfait le village pendant quarante ans, un peu au détriment de Falck, grâce à une transaction avec les religieux de l'abbaye Sainte-Croix de Bouzonville qui lui permettent de garder la dîme.
- La famille Job : le berceau de la famille s'installe à Guerting en 1710. Parmi les descendants, on retrouve trois générations de Jean-Adam Job. Le père et son fils seront maires de Hargarten-aux-Mines et le petit-fils maire de Creutzwald, de 1876 à 1882. C'est aussi Adam Jean-Pierre Job de Holling, un membre de cette grande famille, qui construit la nouvelle église paroissiale en 1842-1843.

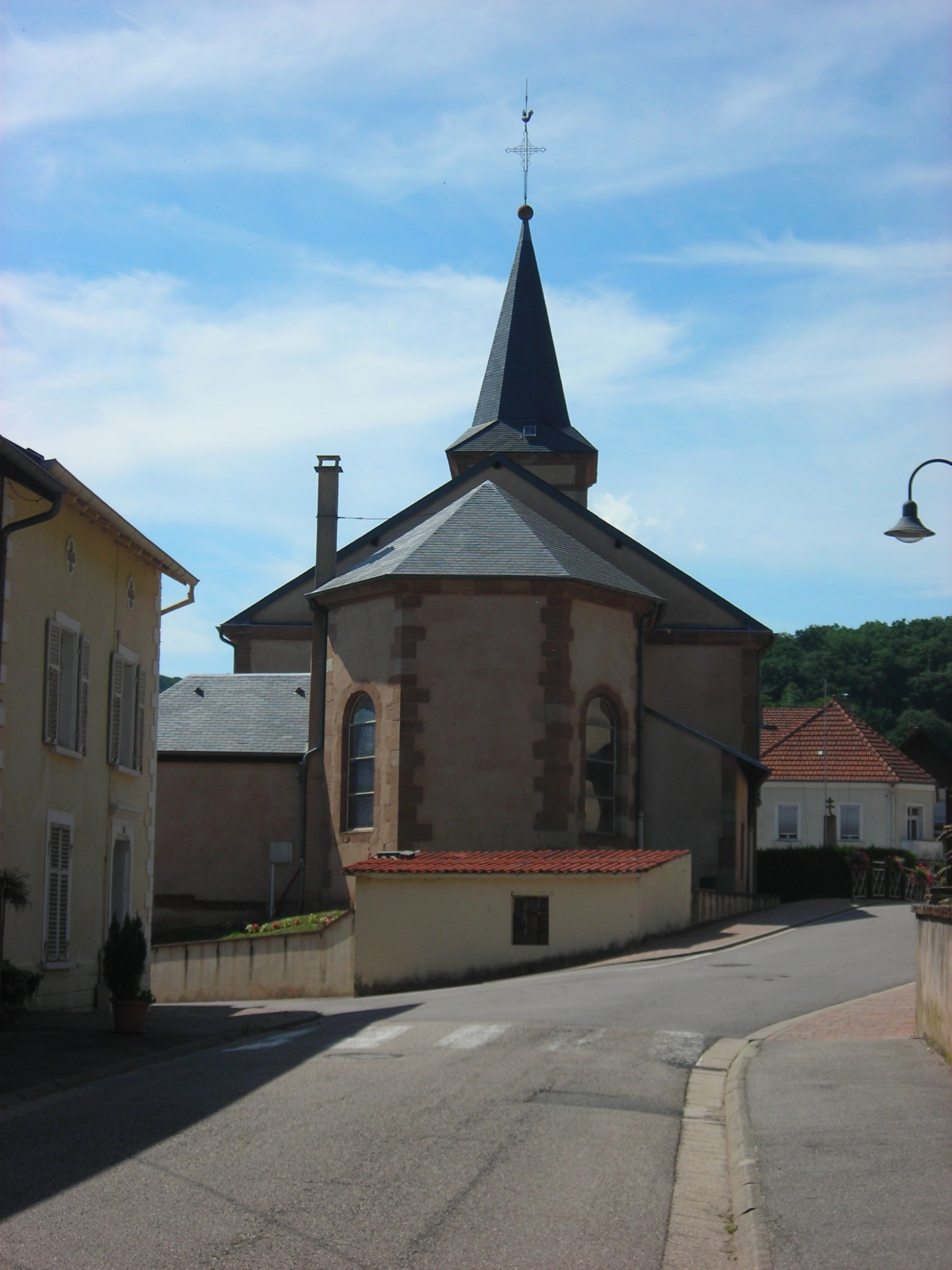
Le chevet de l'église

- Valentin Jager : né à Guerting le 23 frimaire de l'an X (14 décembre 1801), il est inhumé à Guerting le 13 mai 1849 dans des circonstances quelque peu rocambolesques. Curé de Ham-sous-Varsberg de 1832 à 1849, ses paroissiennes très en colère contre la famille du prêtre et des hommes en général, profitent des élections législatives pour exhumer le corps et le rapatrier dans leur cimetière.